# 니니안 스마트
로드릭 니니안 스마트(Roderick Ninian Smart, 1927년 5월 6일 – 2001년 1월 29일)는 스코틀랜드의 작가이자 대학 교육자였다. 그는 세속 종교 연구 분야의 선구자였다. 그는 종교에 대한 7차원 정의로 가장 잘 알려져 있다.

## 생애
1967년에 그는 새로운 랭커스터 대학교에 영국 최초의 종교학과를 설립했으며, 그곳에서 그는 이미 버밍엄 대학교에서 영국에서 가장 크고 권위 있는 신학과 중 하나를 의장으로 역임한 부총장이기도 했다. 1976년에 그는 캘리포니아 대학교 산타바바라 캠퍼스의 종교 비교 연구 분야의 첫 번째 JF Rowny 교수가 되었다. Smart는 1979-80년에 Gifford Lectures를 발표했다. 1996년에 그는 UC Santa Barbara의 최고 교수직인 학술 상원의 연구 교수로 임명되었다. 2000년에 그는 미국 종교 아카데미(American Academy of Religion)의 회장으로 선출되는 동시에 세계 평화를 위한 종교 간 연맹(Inter Religious Federation for World Peace)의 회장직을 유지했다. 스마트는 사망 당시 두 직함을 모두 보유하고 있었다.